# 神谷浩史・小野大輔のDearGirl〜Stories〜
『神谷浩史・小野大輔のDearGirl〜Stories〜』（かみやひろし・おのだいすけのディアガールストーリーズ）は、文化放送で放送されているラジオ番組。

## 概要
声優である神谷浩史と小野大輔がストーリーテラーとなって「親愛なるラジオの前のたった1人の『アナタ』のため」（Dear girl）に物語を届ける。携帯サイト「アニメロミックス Dear Girl」や雑誌『シルフ（旧名comic SYLPH）』や『電撃Girl's Style』の企画と連動している。
2016年3月27日に発表された第2回アニラジアワードにおいて、「RADIO OF THE YEAR 最優秀ラジオ大賞」、「BEST MALE RADIO 最優秀男性ラジオ賞」を受賞した。
2020年9月13日、番組公式のニコニコチャンネルを開設。録り下ろしの音声コンテンツ「裏談話室」や過去の放送を再編集したディレクターズカット版、動画コンテンツやブロマガ等が有料会員向けに配信されている。また、第701話より、このニコニコチャンネルと文化放送エクステンドの公式YouTubeチャンネルにおいて放送のアーカイブが無料で配信されている。

## 放送時間
文化放送
毎週日曜 1:00 - 1:30（土曜深夜）（2007年4月8日 - ）
ラジオ大阪
毎週土曜 23:30 - 翌0:00（2008年4月5日 - 2010年4月3日）
毎週日曜 23:00 - 23:30（2010年4月11日 - ）
超!A&G+
毎週金曜 23:00 - 23:30（リピート:毎週土曜 14:30 - 15:00、月曜 11:00 - 11:30　2009年7月11日 - 2011年3月25日）
毎週金曜 23:00 - 23:30（リピート:毎週土曜 11:00 - 11:30、月曜 11:00 - 11:30　2009年4月10日 - 2009年7月4日）

## 番組構成

### 現在行われているコーナー
オープニング
時事ネタ・近況・番組関連告知・打ち合わせ中の出来事などが語られ、以後のコーナーが立て込んでいる場合は非常に短く圧縮される場合もある。締めに2人で番組タイトルをコールし、最後に小野から番組サブタイトルが読み上げられる。サブタイトルは直前に構成作家が決めており、神谷は読み上げられるまで把握していない。
ふつすと
リスナーからの投稿を紹介するコーナー。
開始当初は“普通のお便り”の略である「ふつおた」であったが、第22話から番組タイトルにちなみ、“普通のストーリー”の略である「ふつすと」に変更された。投稿が一切紹介されずフリートークに終始する回も。
談話室
番組と連動している雑誌の関係者からのお便りを紹介するコーナー。
開始当初は「シルフ相談室」というタイトルで、シルフにて執筆中の漫画家もしくは編集部から寄せられた悩み相談に答えるコーナーだった。お便り内容が相談ではないものが多くなってきた為、第25話から「シルフ談話室」に変更された。2012年4月からの『電撃Girl's Style』月刊化に伴い、第261話以降は毎月1・2週目が「ガルスタ談話室」、3・4週目が「シルフ談話室」となっている。2015年1月より「Dear Girl談話室」となり、DearなGirl or Boy＝リスナーのふつすとを紹介するコーナーとなった。結果的に「ふつすと」との違いは1枚に割かれる時間と後述のコントのみとなっている。
第63話では、「シルフ」で連載中の作品「マジナ!」のドラマCDのオリジナルショートストーリーをゲストの鈴木裕斗と一緒に演じるため、「ドワンゴ談話室」という名前で紹介し、「マジナ!」のオリジナルストーリーを放送した。
紹介内容を受けてコント・オリジナルキャラ・企画モノに発展するケースがあり、放送中で最も多くの時間が割かれる。
シルフ談話室の場合、コーナー冒頭で漫画のストーリー紹介(ミニラジオドラマ)を二人がする。その際、ヒロインは小野が演じる。
また、お便りを読む時、作家の名前をもじった全くの別人や物からのお便り、として紹介する事がある(左近堂絵里先生→テコンドー先生など)。
Dear Voice
第65話より開始。リスナーからパーソナリティ2人に言ってもらいたいセリフを募集し、それを着信ボイスとして配信するコーナー。採用されるセリフは、番組内の発言から引用されたものがほとんどである。リスナーの応募の中から番組スタッフが独断で選んでおり、1人からのリクエストしかないものが採用されるケースもある。
エンディング
番組内容を振り返ったフリートーク。投稿先の住所やメールアドレスなどの告知後、一般的な次回予告のように「第◯◯話に続く！」とパーソナリティー2人が読み上げて終わる。

### 過去のコーナー
「Dear Letter」
リスナーが「直接本人には言えない」誰かに宛てた手紙をストーリーテラーの2人が代読し、ラジオの電波を通して伝えるコーナー。現在は終了。
「ワンフレーズ ストーリー」
リスナーの身の回りで起こった出来事や、ふと思った出来事を「あんたバカ?!」「間に合わない…!」などワンフレーズに集約して投稿し、そのフレーズからパーソナリティが勝手にストーリーを想像するコーナー。上のdearletterと同じく現在は終了。
毎回レギュラーで取り上げられているのは「ふつスト」と「シルフ談話室」のみ（第65話以降は「Dear Voice」も）で、「Dear Letter」「ワンフレーズ ストーリー」は最初の数回実施したのみですぐに行われなくなり、第100話で'“死亡宣告”（コーナーの終了宣言）がなされた。

## 毎年行われる企画
毎年、ある時期になると恒例で行われる企画。
「神谷浩史聖誕祭」/「小野大輔聖誕祭」
パーソナリティそれぞれの誕生日間際（神谷は1月下旬～2月上旬、小野は5月上旬ごろ）に行う。当人には内容は知らされない。
放送の内容によっては複数週にわたって放送することがある（2012年の神谷浩史聖誕祭は3週に渡っての放送となった2017年の小野大輔生誕祭は4週に渡って放送となった）。
浴衣回
七夕前後（7月の1～2周目）に行う。浴衣を着て放送する（内容は通常放送）。（2020年はMOB無観客無料トークライブにて行われた。）
秋の代永
秋の夜長（代永）にかけて行われる。カッパ（代永翼）に電話をかけて駄洒落を言ってもらう企画。スタジオには代永を呼ぶことはなく毎回電話のみの出演。
大体3回電話をかける。2015年では2回電話をかけた。
ハロウィン回
10月下旬～11月上旬のハロウィンの時期に談話室のコーナーにて行われる。パーソナリティの2人は何に仮装するのか知らされないまま、衣装の入った袋やケースを渡され着替えてくる。仮装の内容はターゲット層である若い女性は知らないであろうものばかりである。また、仮装はスタジオにいる構成作家、番組スタッフ、スポンサーも全員する事になっている。基本的には女性スタッフは仮装をしないが、たむたむだけは率先して仮装をする。この回の隙間は、仮装したスタッフも含めたハロウィン集合写真を特別に載せる事になっている。
DGSアワード
12月上旬（年末最後から3番目の週）に談話室のコーナーにて行われる。番組独自に選んだその年の番組内の流行や流行語を振り返る。その後、グランプリ受賞者に電話をかけ受賞コメントをもらう。2016年はグランプリが10人（DGSキャラクターズ）だったため、電話時間確保のため振り返りパートはなく、いきなりグランプリの発表だった。
どうしてもゲットしたいストーリー
略称『DGS』。クリスマス前後に行う。番組パーソナリティ・スタッフ・スポンサーからのプレゼント企画。
年明けの放送で当選者の発表が行われるが、当選は抽選ではなく『「プレゼントがほしい理由」が最も面白かった人』となる。
2024年より、「プレゼントがほしい理由」から『プレゼントが欲しい！という念を込めてその時に浮かんだラジオネーム』に変更となった。
鍋回
年内最後の放送で、鍋をつつきながら、一年間を振り返る。

## 各話サブタイトル
ラジオタイトルである「DearGirl〜Stories〜」に因んで各回を「第〜話」と呼んでいる。番組終了時のあいさつも、「DearGirl〜Stories〜、第〜話に続く!」となっている。
各話にはそれぞれにサブタイトルが付けられており、ストーリーテラーである小野が毎回読み上げている。
サブタイトル名は各回の前打合せ中に構成作家が付けているが、第19話と第21話、第402話、第552話は構成作家がタイトルを付け忘れたため、小野大輔がその場で考え読み上げた。第678話ではタイトルを付け忘れたまま進行されエンディングにて発表された異例もある。番組内で小野が読み上げるサブタイトルは、番組が始まる直前に構成作家が小野にしか教えていないため、小野が読み上げるまで神谷はサブタイトルを知らない状態になっている。
ただし、第108話（小野大輔聖誕祭）のようにその日の番組内容自体を小野が知らされていない場合は、神谷が読み上げる時もある。

## ゲスト
- 第11話：安元洋貴
- 第18話：杉田智和 - 神谷が夏風邪で休んだため、代打ストーリーテラーとして登場。
- 第20話：杉田智和
- 第28話：中村悠一
- 第29話：中村悠一 - ゲストとしては紹介されなかった。
- 第30話：杉原千秋 - comic SYLPH編集長
- 第31話：小林ちゃんこちゃんこ - 文化放送AD
- 第34話：御徒町鳩 - 公録ゲスト、「腐女子っス!」（comic SYLPH連載）作者
- 第38話：安元洋貴・杉田智和・中村悠一
- 第39話：安元洋貴・杉田智和・中村悠一
- 第43話：進藤学・南圭介・八神蓮
- 第45話：ニャンコ先生 - 神谷の愛猫。
- 第54話：楠大典
- 第56話：ママD - 小野の母、電話越しに登場。
- 第63話：鈴木裕斗
- 第74話：いわさき砂也 - 公録ゲスト、「DearGirl〜Stories〜 響」作画担当。
- 第81話：遊佐浩二
- 第82話：石川英郎
- 第90話：中村悠一・安元洋貴 - DG5のうち、杉田はスケジュールが合わなかったため不在。
- 第91話：中村悠一・安元洋貴
- 第94話：ママD・パパD - ゲストではないが小野大輔の両親がブースの外で見学していた。
- 第95話：杉田智和 - ニャンコ先生役、杉田智子という設定で登場。
- 第96話：楠大典・Jenya(ジェーニャ) - 楠はメイド服姿でてむ子という設定で登場。
- 第101話：鈴木裕斗 - Dear Girl〜Lesson〜のご褒美企画で登場。
- 第113話：小野坂昌也
- 第114話：小野坂昌也
- 第128話：代永翼 - 厳密にはゲストではないがシルフ談話室で両パーソナリティから電話を受ける、という形で出演。
- 第135話：楠大典 - 小野が風邪で休んだため、代打ストーリーテラーとして登場。
- 第143話：小野坂昌也 - 141話からスタジオに居た。ゲストとして紹介されたのは143話のみ。
- 第147話：ハマーン・カーン - マネキンで登場。ただし関係者の快諾により、声は神谷の聖誕祭用に完全録り下ろし。
- 第160話：三石琴乃 - ゲストではなく、「牛久る？」ナレーションとして登場。ゲストではないがママC・パパCが見学。第161話も見学。
- 第161話：代永翼 - 牛久でレストランのウェイターと『ヨナガッパ』という河童として登場。
- 第171話：八木橋くん - 小野が風邪で声が出ない為、小野の代役としてセリフを読み上げた。
- 第172話：八木橋くん - 前回同様小野の声が出ない為、小野の代役としてセリフを読み上げた。
- 第173話：阪口大助 - 小野の声が出なかったら、という保険の為呼ばれたゲストである。
- 第174話：置鮎龍太郎 - 前回同様小野の声が出なかったら、という保険の為呼ばれたゲストである。
- 第175話：八木橋くん - シルフ談話室にて股間バズーカを受けとめた。
- 第182話：代永翼 - 秋ということで、恒例の電話出演。
- 第195話：遊佐浩二 - 年始ゲストとして登場。
- 第200話：阪口大助・山田ルイ53世 - 架空ラジオ「阪口大助のわくわく恐竜ランド！」のラジオパーソナリティ、コントライブの相方としてそれぞれ登場。
- 第213話：楠大典 - 小野大輔聖誕祭（公開録音）でダミーママDと偽って赤いチャイナドレス姿で登場。
- 第233話：代永翼 - 秋恒例の電話出演。
- 第247話：遊佐浩二
- 第265話：ママD・DearGirl・代永翼・楠大典 - 小野大輔聖誕祭で出演。音源を使いまわし、予算がないため途中まで収録、特別に5月のヨナガッパ。
- 第269話：小野友樹
- 第279話：遊佐浩二 - 年始にゲストで訪れた際の口約である『遊佐浩二聖誕祭』のため。
- 第280話：遊佐浩二 - 『遊佐浩二聖誕祭』一話半撮っていたことに気づいた時には帰っていたため前半戦だけ出演。
- 第286話：代永翼 - 秋恒例の電話出演。
- 第303話：阪口大助 - 頭にたい焼きのかぶりものをかぶり海原雄山の格好で登場。
- 第304話：阪口大助 - 前回に引き続き海原雄山の格好で登場。
- 第310話：楠大典・中村悠一 - DGS祭『まだまだあぶない神谷浩史聖誕祭!』にて登場。
- 第317話：ママD - 小野の母、電話出演
- 第331話：岡本信彦 - 電撃Girl'sStyleのウェブラジオ「木村良平・岡本信彦の電撃Girl'sSmile」の宣伝のため。
- 第338話：代永翼 - 秋恒例の電話出演。
- 第349話：ハマーン・カーン - 前回同様マネキンで登場。声はDearBoy祭の為に完全録り下ろし。
- 第400話：MASOCHISTIC ONO BAND - MOBメジャーデビュー記念パーソナリティ。電波ジャック扱いで神谷・小野両氏は未出演。
- 第401話：代永翼 - 『DGSアワード2014』 グランプリ受賞にあたり、電話出演。
- 第442話：代永翼 - 秋恒例の電話出演。
- 第484話：代永翼 ‐ DGS EXPO『小道具アワード』内で電話出演。
- 第488話：キューイチロー - 『ゆるキャラ大運動会』に出演。
- 第495話：代永翼 - 秋恒例の電話出演。
- 第547話：代永翼 - 秋恒例の電話出演。
- 第584話：梶裕貴 - 『いつかすべてが君の力になる』の宣伝。
- 第599話：代永翼 - 秋恒例の電話出演。
- 第622話：松原秀 - 3月15日公開『えいがのおそ松さん』の宣伝。
- 第668話：石川界人 - 神谷浩史聖誕祭2020で筋トレトレーナーとして出演。
- 第675話：藤村忠寿・嬉野雅道 - 『水曜どうでしょう』（北海道テレビ放送）Blu-ray&DVD第29弾『原付日本列島制覇』のオープニングアニメーションに神谷と小野が声優として出演していることが縁で出演[5]。
- 第676話：藤村忠寿・嬉野雅道 - 前回の撮れ高が1.8本分もあった為、急遽分割し2週に渡ってのゲストとなった。
- 第682話：内田雄馬 - 小野大輔聖誕祭2020でオンライン聖誕祭としてリモート出演
- 第731話：入野自由 - 「Kiramune Presents ONLINE LIVE 2021 “True to me”」の宣伝。
- 第733話：高垣彩陽
- 第757話：代永翼 - 秋恒例の電話出演。2020年は企画が行われなかったため、2年ぶりの出演となった。
- 第787話：ママD - 小野の母、『小野大輔聖誕祭2022』で電話出演
- 第807話：代永翼 - 秋恒例の電話出演。
- 第860話：代永翼 - 秋恒例の電話出演。
- 第860話：松原秀 - 裏談話室に出演。
- 第913話：梶裕貴 -『そよぎフラクタル』の宣伝。 裏談話室にも出演。
- 第915話：代永翼 - 秋恒例の電話出演。番組内にて、今回限りで「ファイナル」との宣言がなされた。

## 番組オープニングテーマ・エンディングテーマ
2017年から毎年4月始めの改編期にオープニングテーマ・エンディングテーマが新しくされている。
以前は毎年10月始めの改編期にオープニングテーマ・エンディングテーマが新しくされていた。
番組開始当初は不定期に変更されていた。
|    | 放送話            | オープニングテーマ         | エンディングテーマ                            | 備考                                                                                                  | 収録CD                | 収録CD             |
| -- | ----------------- | -------------------------- | --------------------------------------------- | --- | --------------------- | ------------------ |
| 1  | 第5話 ‐ 第35話    | Prologue                   | To be continued                               | 両曲、当初はインストのみでアルバム収録時に歌詞が入った。                                              |                       | Stories            |
| 2  | 第36話 ‐ 第104話  | Say Your Name～Dear Girl～ | キエナイオモイ～Dear Letter～                 | | Dear Girl～Stories～  | Stories            |
| 3  | 第105話 ‐ 第178話 | My Dear Girl!              | 月の真似                                      | | My Dear Girl!         | Stories            |
| 4  | 第179話 ‐ 第234話 | Dear Girlは眠らない        | 軌跡                                          | | Dear Girlは眠らない   | Stories            |
| 5  | 第235話 ‐ 第286話 | Smiley Time                | 30minutes Shootin' Star                       | | Smiley Time           | Coin toss Drive    |
| 6  | 第287話 ‐ 第338話 | 僕達だけの物語             | Teller's nights                               | | 僕達だけの物語        | Coin toss Drive    |
| 7  | 第339話 ‐ 第390話 | Glow My Way                | ツムギイト                                    | | Glow My Way           | Coin toss Drive    |
| 8  | 第391話 ‐ 第442話 | Masochistic Over Beat      | この歌がとぎれないように                      | 両曲、MASOCHISTIC ONO BANDによる楽曲                                                                  | Masochistic Over Beat | Coin toss Drive    |
| 9  | 第443話 ‐ 第494話 | Monster's Show             | TRIBE DRIVE                                   | | Monster's Show        | Coin toss Drive    |
| 10 | 第495話           | TEN‐der land               | Say Your Name～Dear Girl～                    | OPは、10周年記念イベント「DGS EXPO」のテーマ曲 EDは、「DGSクロニクル」と題して過去の楽曲を毎週1曲放送 | Dear Girl〜Stories〜  | Stories （OP以外） |
| 10 | 第496話           | TEN‐der land               | キエナイオモイ～Dear Letter～                 | OPは、10周年記念イベント「DGS EXPO」のテーマ曲 EDは、「DGSクロニクル」と題して過去の楽曲を毎週1曲放送 | Dear Girl〜Stories〜  | Stories （OP以外） |
| 10 | 第497話           | TEN‐der land               | DIRTY AGENT                                   | OPは、10周年記念イベント「DGS EXPO」のテーマ曲 EDは、「DGSクロニクル」と題して過去の楽曲を毎週1曲放送 | Dear Girl〜Stories〜  | Stories （OP以外） |
| 10 | 第498話           | TEN‐der land               | My Dear Girl!                                 | OPは、10周年記念イベント「DGS EXPO」のテーマ曲 EDは、「DGSクロニクル」と題して過去の楽曲を毎週1曲放送 | My Dear Girl!         | Stories （OP以外） |
| 10 | 第499話           | TEN‐der land               | 月の真似                                      | OPは、10周年記念イベント「DGS EXPO」のテーマ曲 EDは、「DGSクロニクル」と題して過去の楽曲を毎週1曲放送 | My Dear Girl!         | Stories （OP以外） |
| 10 | 第500話           | TEN‐der land               | 熱愛S・O・S!                                  | OPは、10周年記念イベント「DGS EXPO」のテーマ曲 EDは、「DGSクロニクル」と題して過去の楽曲を毎週1曲放送 | 熱愛S・O・S!          | Stories （OP以外） |
| 10 | 第501話           | TEN‐der land               | ねこまっしぐら                                | OPは、10周年記念イベント「DGS EXPO」のテーマ曲 EDは、「DGSクロニクル」と題して過去の楽曲を毎週1曲放送 | 熱愛S・O・S!          | Stories （OP以外） |
| 10 | 第502話           | TEN‐der land               | Dear Girlは眠らない                           | OPは、10周年記念イベント「DGS EXPO」のテーマ曲 EDは、「DGSクロニクル」と題して過去の楽曲を毎週1曲放送 | Dear Girlは眠らない   | Stories （OP以外） |
| 10 | 第503話           | TEN‐der land               | 軌跡                                          | OPは、10周年記念イベント「DGS EXPO」のテーマ曲 EDは、「DGSクロニクル」と題して過去の楽曲を毎週1曲放送 | Dear Girlは眠らない   | Stories （OP以外） |
| 10 | 第504話           | TEN‐der land               | Prologue                                      | OPは、10周年記念イベント「DGS EXPO」のテーマ曲 EDは、「DGSクロニクル」と題して過去の楽曲を毎週1曲放送 |                       | Stories （OP以外） |
| 10 | 第505話           | TEN‐der land               | To be continued                               | OPは、10周年記念イベント「DGS EXPO」のテーマ曲 EDは、「DGSクロニクル」と題して過去の楽曲を毎週1曲放送 |                       | Stories （OP以外） |
| 10 | 第506話           | TEN‐der land               | パーティーフライト                            | OPは、10周年記念イベント「DGS EXPO」のテーマ曲 EDは、「DGSクロニクル」と題して過去の楽曲を毎週1曲放送 |                       | Stories （OP以外） |
| 10 | 第507話           | TEN‐der land               | Smiley Time                                   | OPは、10周年記念イベント「DGS EXPO」のテーマ曲 EDは、「DGSクロニクル」と題して過去の楽曲を毎週1曲放送 | Smiley Time           | Coin toss Drive    |
| 10 | 第508話           | TEN‐der land               | 30minutes Shootin' Star                       | OPは、10周年記念イベント「DGS EXPO」のテーマ曲 EDは、「DGSクロニクル」と題して過去の楽曲を毎週1曲放送 | Smiley Time           | Coin toss Drive    |
| 10 | 第509話           | TEN‐der land               | 僕達だけの物語                                | OPは、10周年記念イベント「DGS EXPO」のテーマ曲 EDは、「DGSクロニクル」と題して過去の楽曲を毎週1曲放送 | 僕達だけの物語        | Coin toss Drive    |
| 10 | 第510話           | TEN‐der land               | Teller's nights                               | OPは、10周年記念イベント「DGS EXPO」のテーマ曲 EDは、「DGSクロニクル」と題して過去の楽曲を毎週1曲放送 | 僕達だけの物語        | Coin toss Drive    |
| 10 | 第511話           | TEN‐der land               | Shiny × Shiny                                 | OPは、10周年記念イベント「DGS EXPO」のテーマ曲 EDは、「DGSクロニクル」と題して過去の楽曲を毎週1曲放送 | Shiny × Shiny         | Coin toss Drive    |
| 10 | 第512話           | TEN‐der land               | ようかい体操第一/小野大輔                     | OPは、10周年記念イベント「DGS EXPO」のテーマ曲 EDは、「DGSクロニクル」と題して過去の楽曲を毎週1曲放送 |                       |                    |
| 10 | 第513話           | TEN‐der land               | Glow My Way                                   | OPは、10周年記念イベント「DGS EXPO」のテーマ曲 EDは、「DGSクロニクル」と題して過去の楽曲を毎週1曲放送 | Glow My Way           | Coin toss Drive    |
| 10 | 第514話           | TEN‐der land               | ツムギイト                                    | OPは、10周年記念イベント「DGS EXPO」のテーマ曲 EDは、「DGSクロニクル」と題して過去の楽曲を毎週1曲放送 | Glow My Way           | Coin toss Drive    |
| 10 | 第515話           | TEN‐der land               | Ace of Asia/MASOCHISTIC ONO BAND              | OPは、10周年記念イベント「DGS EXPO」のテーマ曲 EDは、「DGSクロニクル」と題して過去の楽曲を毎週1曲放送 | Ace of Asia           | Coin toss Drive    |
| 10 | 第516話           | TEN‐der land               | Masochistic Over Beat/MASOCHISTIC ONO BAND    | OPは、10周年記念イベント「DGS EXPO」のテーマ曲 EDは、「DGSクロニクル」と題して過去の楽曲を毎週1曲放送 | Masochistic Over Beat | Coin toss Drive    |
| 10 | 第517話           | TEN‐der land               | この歌がとぎれないように/MASOCHISTIC ONO BAND | OPは、10周年記念イベント「DGS EXPO」のテーマ曲 EDは、「DGSクロニクル」と題して過去の楽曲を毎週1曲放送 | Masochistic Over Beat | Coin toss Drive    |
| 10 | 第518話           | TEN‐der land               | Dangerous Groove Six/MASOCHISTIC ONO BAND     | OPは、10周年記念イベント「DGS EXPO」のテーマ曲 EDは、「DGSクロニクル」と題して過去の楽曲を毎週1曲放送 | Masochistic Over Beat |                    |
| 10 | 第519話           | TEN‐der land               | Monster's Show                                | OPは、10周年記念イベント「DGS EXPO」のテーマ曲 EDは、「DGSクロニクル」と題して過去の楽曲を毎週1曲放送 | Monster's Show        | Coin toss Drive    |
| 10 | 第520話           | TEN‐der land               | TRIBE DRIVE                                   | OPは、10周年記念イベント「DGS EXPO」のテーマ曲 EDは、「DGSクロニクル」と題して過去の楽曲を毎週1曲放送 | Monster's Show        | Coin toss Drive    |
| 10 | 第521話           | TEN‐der land               | Say Your Name～Dear Girl～(2017ver.)          | OPは、10周年記念イベント「DGS EXPO」のテーマ曲 EDは、「DGSクロニクル」と題して過去の楽曲を毎週1曲放送 |                       | Coin toss Drive    |
| 11 | 第522話 - 第572話 | ON the AIR                 | トケイとテガミ                                | | ON the AIR            |                    |
| 12 | 第573話 - 第625話 | タイセツの鍵               | Prime Haven                                   | | タイセツの鍵          |                    |
| 13 | 第626話 - 第677話 | SPEEDILLUSION              | 百年ドラマ                                    | | SPEEDILLUSION         |                    |
| 14 | 第678話 - 第729話 | Like a FAKE                | Forever Notes                                 | 両曲、MASOCHISTIC ONO BANDによる楽曲                                                                  | 6.9                   |                    |
| 15 | 第730話 - 第781話 | 土曜日の靴音               | WE ARE OPEN                                   | | 土曜日の靴音          |                    |
| 16 | 第782話 - 第833話 | Master Piece               | 僕たちの轍                                    | | Master Piece          |                    |
| 17 | 第834話 - 第886話 | =                          | U＆ME                                         | | =                     |                    |
| 18 | 第887話 - 第938話 | オーライ！！               | Positi-billy                                  | | オーライ！！          |                    |
| 19 | 第939話 -         | シアターパラディーゾ       | フタリゴト                                    | | シアターパラディーゾ  |                    |

## メディアミックス

### 携帯
前述の携帯サイト内に番組HPがあり、毎週放送後にトップの写真、『第〜話の隙間』が更新される。
『第〜話の隙間』には、スタッフの雑記と収録風景の写真が掲載されている。当初は誰でも全ての写真を見ることが出来たが、現在は1ページ目以降の写真はアニメロミックス会員にしか見ることが出来ないようになっている。
上記のページ以外にも七夕に放送された回や、上述の「どり☆すた」で収録された回など、特設ページができることもある。神谷浩史と小野大輔が番組内のコーナーで描いた似顔絵の携帯待受け画像や、DG5が揃った際には特別なボイスの配信もされた。
同サイトでは声優の着ボイスも配信しており、ストーリーテラー2人のボイス配信の際には「メカひろC」「メカおのD」として番組内でとりあげた。番組CD内でもこの着ボイスを使用したコーナーが設けられている。

### 番組CD
| 発売日         | タイトル                                                      | 規格品番           | 備考            | オリコンチャート 最高位 |
| -------------- | ------------------------------------------------------------- | ------------------ | --------------- | ----------------------- |
| 2007年12月19日 | Dear Girl〜Stories〜                                          | BMCM-1002          | ミニアルバム    | 110位                   |
| 2009年6月17日  | My Dear Girl!                                                 | BMCS-1001          |                 | 15位                    |
| 2010年2月24日  | 熱愛S・O・S!                                                  | BMCS-1003          |                 | 15位                    |
| 2010年9月29日  | DearGirlは眠らない                                            | DGBS-10006         |                 | 13位                    |
| 2011年2月24日  | Dear Girl〜Stories〜 Birthday Disc2010 神谷浩史聖誕祭ラジオCD | QRAG21-22          |                 |                         |
| 2011年4月6日   | Stories                                                       | DGBA-10006         | 1stフルアルバム | 12位                    |
| 2011年11月2日  | Smiley Time                                                   | DGBS-10013         |                 | 12位                    |
| 2012年11月21日 | 僕達だけの物語                                                | DGBS-10015/B       |                 | 16位                    |
| 2013年2月23日  | Shiny × Shiny                                                 | BMCS-1006          |                 |                         |
| 2013年11月20日 | Glow My Way                                                   | DGSA-10087         |                 | 14位                    |
| 2015年12月9日  | Monster's Show                                                | DUED-1154          |                 | 9位                     |
| 2016年6月25日  | TEN-der land                                                  | MO-AG-DGSEXPO16-03 |                 | -                       |
| 2017年3月15日  | Coin toss Drive                                               | DUED-1208          | 2ndフルアルバム | 5位                     |
| 2017年7月12日  | ON the AIR                                                    | DUED-1224          |                 | 17位                    |
| 2018年6月27日  | タイセツの鍵                                                  | DUED-1251          |                 | -                       |
| 2019年5月29日  | SPEEDILLUSION                                                 | QECD-0015          |                 |                         |
| 2021年5月28日  | 土曜日の靴音                                                  | QECD-0022          |                 |                         |
| 2022年7月22日  | Master Piece                                                  | QECD-0023          |                 |                         |
| 2023年6月23日  | =                                                             | QECD-0024          |                 |                         |
| 2024年6月21日  | オーライ！！                                                  | QECD-0025          |                 |                         |
| 2025年6月27日  | シアターパラディーゾ                                          | QECD-0026          |                 |                         |

### イベント映像
| 発売日         | タイトル                                                                                               | メディア | 規格品番       |
| -------------- | --- | -------- | -------------- |
| 2011年9月29日  | Dear Girl〜Stories〜 4 Lovers Only                                                                     | DVD      | MGDV-0001/2    |
| 2013年9月19日  | Dear Girl〜Stories〜 Festival Carnival Matsuri                                                         | Blu-ray  | EXQR BD-0001/2 |
| 2013年9月19日  | Dear Girl〜Stories〜 Festival Carnival Matsuri                                                         | DVD      | EXQR DV-0001/2 |
| 2014年6月26日  | Dear Girl〜Stories〜 Dear Boy祭                                                                        | Blu-ray  | EXQR BD-0003   |
| 2014年6月26日  | Dear Girl〜Stories〜 Dear Boy祭                                                                        | DVD      | EXQR DV-0005   |
| 2016年2月18日  | MASOCHISTIC ONO BAND LIVE TOUR 2015 What is Rock？〜ロックって何ですか？〜in KOBE WORLD HALL           | Blu-ray  | QEBD-0005/6    |
| 2016年2月18日  | MASOCHISTIC ONO BAND LIVE TOUR 2015 What is Rock？〜ロックって何ですか？〜in KOBE WORLD HALL           | DVD      | QEDV-0008/9    |
| 2016年3月17日  | MASOCHISTIC ONO BAND LIVE TOUR 2015 What is Rock？〜ロックって何ですか？〜in MAKUHARI MESSE EVENT HALL | Blu-ray  | QEBD-0007/8    |
| 2016年3月17日  | MASOCHISTIC ONO BAND LIVE TOUR 2015 What is Rock？〜ロックって何ですか？〜in MAKUHARI MESSE EVENT HALL | DVD      | QEDV-0010/11   |
| 2017年4月14日  | DGS EXPO 2016                                                                                          | Blu-ray  | QEBD-0009/10   |
| 2017年4月14日  | DGS EXPO 2016                                                                                          | DVD      | QEDV-0012/13   |
| 2019年6月28日  | DGS VS MOB LIVE SURVIVE                                                                                | Blu-ray  | QEBD-0013/14   |
| 2019年6月28日  | DGS VS MOB LIVE SURVIVE                                                                                | DVD      | QEDV-0016/17   |
| 2021年3月26日  | MASOCHISTIC ONO BAND LIVE TOUR 2020 6.9〜ロックありがとう！〜STAY HOME! STAY ROCK!                     | Blu-ray  | QEBD-0015/16   |
| 2021年3月26日  | MASOCHISTIC ONO BAND LIVE TOUR 2020 6.9〜ロックありがとう！〜STAY HOME! STAY ROCK!                     | DVD      | QEDV-0018/19   |
| 2021年6月25日  | MASOCHISTIC ONO BAND LIVE TOUR 2020 6.9〜ロックありがとう！〜STAY HOME! STAY ROCK! AIR TOUR FINAL!     | Blu-ray  | QEBD-0017/18   |
| 2021年6月25日  | MASOCHISTIC ONO BAND LIVE TOUR 2020 6.9〜ロックありがとう！〜STAY HOME! STAY ROCK! AIR TOUR FINAL!     | DVD      | QEDV-0020/21   |
| 2023年11月30日 | Dear Girl～Stories～Festival Carnival 15年祭                                                           | Blu-ray  | QEBD-0019/20   |
| 2023年11月30日 | Dear Girl～Stories～Festival Carnival 15年祭                                                           | DVD      | QEDV-0022/23   |

### Dear Girl〜Stories〜 響
作画をいわさき砂也、原作を諏訪勝が担当。アスキー・メディアワークス発行の少女漫画誌シルフに連載されていた。
ドラマCD
- Dear Girl〜Stories〜 響（2008年12月24日 発売）
- Dear Girl〜Stories〜 響 ドラマCD 暗黒響編（2010年10月22日 発売）
- Dear Girl〜Stories〜 響 ドラマCD THE Final（2012年10月20日 発売）

コミックス
- 第1巻 2009年3月23日 発売、ISBN 978-4-04-867786-8
- 第2巻 2010年1月22日 発売、ISBN 978-4-04-868359-3
- 第3巻 2012年3月22日 発売、ISBN 978-4-04-886501-2
- 第4巻 2012年4月21日 発売、ISBN 978-4-04-886567-8

DS用ソフト
- Dear Girl〜Stories〜 響 響特訓大作戦!（2009年12月17日 発売）

ファンブック
- Dear Girl‐Stories‐響 響特訓大作戦!～ガチdeビジュアルブック（2010年3月23日 発売、ISBN 978-4-04-868437-8）

### Dear Girl～Stories～ 緋月
作画を氷堂れん、原作を諏訪勝が担当。現在アスキー・メディアワークス発行の少女漫画誌シルフで連載されていた。
ドラマCD
- Dear Girl〜Stories〜 緋月（2014年4月10日 発売）

コミックス
- 第1巻 2013年5月22日 発売、ISBN 978-4-04-891684-4
- 第2巻 2014年1月22日 発売、ISBN 978-4-04-866188-1
- 第3巻 2014年6月21日 発売、ISBN 978-4-04-866658-9
- 第4巻 2015年1月22日 発売、ISBN 978-4-04-869195-6

### 劇場版
第一弾『DearGirl〜Stories〜THE MOVIE』
2010年10月23日よりシネ・リーブル池袋（東京）、シネ・リーブル梅田(大阪)、センチュリーシネマ（愛知）にて公開が開始され他劇場でも順次公開し、全国26館での上映となった。
当初、池袋でレイトショーのみの公開となっていたが、モーニング公開追加、他映画館上映などが公開前から決定され、最終的に公開日から昼の時間の上映も開始された。
劇場版公式サイトも開設され、内田プロデューサーのTwitterとともに情報が更新されている。
ラジオ本編の第160話、第161話で放送された牛久市でのロケを編集したものとなっている（ラジオでは三石琴乃のナレーションがついていたが、劇場版はない）。
シネ・リーブル池袋では『DGS EXPO』と題し、『DearGirl〜Stories〜響』のつなぎや映画の中で代永翼が着用したカッパの衣装などが公開された。
2011年2月24日に発売された『Dear Girl〜Stories〜Birthday　Disc2010　神谷浩史聖誕祭ラジオCD』にDVD特典として収録されている
。
第二弾『DearGirl〜Stories〜THE MOVIE 2 -ACE OF ASIA-』
2013年11月24日に開催された『Dear Girl〜Stories〜 Dear Boy祭』にて劇場第二弾の公開が発表され、2014年2月15日より全国ロードショーされた。超！A&Gショップ等でDVD/Blu-ray販売中
。
第三弾『DearGirl〜Stories〜THE MOVIE 3 the United Kingdom of KOCHI』
2017年11月25日より前編『〜六人の龍馬編〜』、2018年1月6日より後編『〜蒼の継承編〜』が全国ロードショーされた。
前編『〜六人の龍馬編〜』は2018年12月6日より超！A&Gショップ、アニメイト店頭にてDVD/Blu-ray販売中。
後編『〜蒼の継承編〜』は2018年12月20日より、同じく超！A&Gショップ、アニメイト店頭にてDVD/Blu-ray販売中
。

## 公開録音・イベント、等

### 公開録音
| 開催日             | イベント名       | 会場                 | 放送回        |
| ------------------ | ---------------- | -------------------- | ------------- |
| 2007年11月25日(日) | 電撃15年祭       | 幕張メッセ（千葉県） | 第34話放送分  |
| 2008年8月31日(日)  | キャラホビ2008   | 幕張メッセ（千葉県） | 第74話放送分  |
| 2009年8月29日(土)  | キャラホビ2009   | 幕張メッセ（千葉県） | 第126話放送分 |
| 2009年10月3日(土)  | 電フェス2009     | 幕張メッセ（千葉県） | 第131話放送分 |
| 2010年8月29日(日)  | キャラホビ2010   | 幕張メッセ（千葉県） | 第178話放送分 |
| 2011年8月27日(土)  | キャラホビ2011   | 幕張メッセ（千葉県） | 第231話放送分 |
| 2012年10月21日(日) | 電撃20年祭       | 幕張メッセ（千葉県） | 第290話放送分 |
| 2014年8月23日(土)  | キャラホビ2014   | 幕張メッセ（千葉県） | 第387話放送分 |
| 2019年8月24日(土)  | C3AFA TOKYO 2019 | 幕張メッセ（千葉県） | 第648話放送分 |